# Преобразование Вигнера — Вейля
В квантовой механике, преобразование Вигнера — Вейля (названо в честь Германа Вейля и Юджина Вигнера) — обратимое отображение функций в представлении фазового пространства на операторы гильбертова пространства в представлении Шредингера.
Часто отображение функций заданных на фазовом пространстве в пространство операторов называется преобразованием Вейля и квантованием Вейля, в то время как обратное преобразование, от операторов к функциям в фазовом пространстве, называется преобразованием Вигнера. Это сопоставление первоначально было изобретено Германом Вейлем в 1927 году в попытке получить отображение симметризованных классических функций в фазовом пространстве на операторы, процедура, известная как квантование Вейля. Сейчас известно, что квантование Вейля не удовлетворяет всем свойствам, которые можно требовать для квантования, и поэтому иногда даёт нефизические ответы. С другой стороны, обладает некоторыми хорошими свойствами, описанными ниже. Если кто-то ищет единую непротиворечивую процедуру квантования для отображения функций в классическом фазовом пространстве на операторы, то квантование Вейля является оптимальным вариантом, хотя теорема Груневолда гласит, что не существует такого отображения, которое имеет все те свойства, которые можно было бы желать в идеале.
Преобразование Вейля — Вигнера является четко определённым интегральным преобразованием между представлениями фазового пространства и операторного пространства. Самое главное, что квазивероятностное распределения Вигнера — это преобразование Вигнера матрицы плотности, и, наоборот, матрица плотности — это преобразование Вейля функции Вигнера.
В отличие от оригинальных намерений Вейля в поиске последовательной схемы квантования, это отображение просто сводится к изменению представления квантовой механики. Для этого не нужно соединять «классические» и «квантовые» величины. Например, функции из фазового пространства могут зависеть явно от постоянной Планка ħ, как это происходит в некоторых привычных случаях, связанных с моментом импульса. Это обратимое представление позволяет построить квантовую механику в фазовом пространстве, что было сделано в 1940 году Хилбрандом Ж. Груневолдом и Хосе Энрике Моялем.

## Определение квантования Вейля для наблюдаемой
Ниже описано преобразование Вейля заданном на самом простом, двухмерном евклидовом фазовом пространстве. Пусть координаты в фазовом пространстве (q,p) и f функция, определённая всюду в фазовом пространстве. В дальнейшем, предполагается что операторы Р и Q удовлетворяют каноническим коммутационным соотношениям, таких как привычное коммутационное соотношение между операторами координаты и импульса в представлении Шредингера. Мы предполагаем, что экспоненциальные операторы {\displaystyle e^{iaQ}} и {\displaystyle e^{ibQ}} представляют собой неприводимые представления соотношений Вейля, так что теорема Стоуна — фон Неймана (гарантирующая уникальность канонических коммутационных соотношений) выполняется.

### Основная формула
Преобразование Вейля (или квантование Вейля) функции f можно выразить с помощью следующего оператора в гильбертовом пространстве,
| {\displaystyle \Phi [f]={\frac {1}{(2\pi )^{2}}}\iint \!\!\!\iint f(q,p)\left(e^{i(a(Q-q)+b(P-p))}\right){\text{d}}q\,{\text{d}}p\,{\text{d}}a\,{\text{d}}b.} |
Здесь {\displaystyle \hbar } это редуцированная постоянная Планка.
Проще выполнить интегрирование по p и q, которое имеет смысл вычисления обычного преобразования Фурье {\displaystyle {\tilde {f}}} функции {\displaystyle f}, оставляя операторы {\displaystyle e^{i(aQ+bP)}} без изменений. В этом случае преобразование Вейля можно записать в виде
{\displaystyle \Phi [f]={\frac {1}{(2\pi )^{2}}}\iint {\tilde {f}}(a,b)e^{iaQ+ibP}\,da\,db}.
Поэтому мы можем думать об отображении Вейля следующим образом: берем обычное преобразование Фурье функции {\displaystyle f(p,q)}, а затем применяя формулу обращения Фурье, мы заменяем квантовые операторы {\displaystyle P} и {\displaystyle Q} для начальных классических переменных {\displaystyle p} и {\displaystyle q}, получая таким образом „квантовую версию {\displaystyle f}.“
Менее симметричная форма, но и полезная для приложений, имеет вид,
{\displaystyle \Phi [f]={\frac {2}{(2\pi \hbar )^{3/2}}}\iint \!\!\!\iint \!\!dqdpd{\tilde {x}}d{\tilde {p}}~e^{{\frac {i}{\hbar }}({\tilde {x}}{\tilde {p}}-2({\tilde {p}}-p)({\tilde {x}}-q))}~f(q,p)~|{\tilde {x}}\rangle \langle {\tilde {p}}|.}

### В координатном представлении
Отображение Вейля можно выразить в терминах ядра интегрального оператора для матричных элементов,
{\displaystyle \langle x|\Phi [f]|y\rangle =\int _{-\infty }^{\infty }{{\text{d}}p \over h}~e^{ip(x-y)/\hbar }~f\left({x+y \over 2},p\right).}

### Обратное отображение
Обратное к вышеприведённому отображению Вейля называется отображением Вигнера, которое преобразует оператор Φ к исходной функции ядра в фазовом пространстве f,
| {\displaystyle f(q,p)=2\int _{-\infty }^{\infty }{\text{d}}y~e^{-2ipy/\hbar }~\langle q+y\|\Phi [f]\|q-y\rangle .} |
Если заменить {\displaystyle \Phi [f]} в приведенном выше выражении произвольным оператором, то функция f может зависеть от постоянной Планка ħ, и может хорошо описывать квантово-механические процессы при условии, что она правильно составлена, то есть с использованием звёздочного произведения (см. ниже).

### Квантование Вейля для полиномиальных наблюдаемых
Хотя приведенные выше формулы дают хорошее понимание квантования Вейля для наблюдаемых общего вида в фазовом пространстве, они не очень удобны для вычислений простых наблюдаемых, таких как те, которые представляются многочленами переменных {\displaystyle q} и {\displaystyle p}. В последующих разделах мы увидим, что для таких многочленов, квантование Вейля представляет собой полностью симметричный набор упорядоченных некоммутирующих операторов {\displaystyle Q} и {\displaystyle P}.
Например, отображение Вигнера квадрата оператора квантового углового момента L2 — это не просто классический момент импульса в квадрате, но оно также содержит смещение −3ħ2/2, которое приходится на неисчезающую часть углового момента боровской орбиты для основного состояния.

## Свойства

### Квантование Вейля для многочленов
Действие квантования Вейля на полиномиальные функции {\displaystyle q} и {\displaystyle p} полностью определяется следующей симметричной формулой:
{\displaystyle (aq+bp)^{n}\longmapsto (aQ+bP)^{n}}
для всех действительных чисел {\displaystyle a} и {\displaystyle b}. Из этой формулы, нетрудно показать, что квантование Вейля функции вида {\displaystyle q^{k}p^{l}} даёт среднее для всех возможных упорядочиваний {\displaystyle k} множителей {\displaystyle Q} и {\displaystyle l} множителей {\displaystyle P}.
Например, для
{\displaystyle 6p^{2}q^{2}~~\longmapsto ~~P^{2}Q^{2}+Q^{2}P^{2}+PQPQ+PQ^{2}P+QPQP+QP^{2}Q.}
Хотя этот результат концептуально понятен, он не очень удобен для вычислений, когда {\displaystyle k} и {\displaystyle l} большие. В таких случаях, мы можем использовать формулу Маккоя
{\displaystyle p^{m}q^{n}~~\longmapsto ~~{1 \over 2^{n}}\sum _{r=0}^{n}{n \choose r}Q^{r}P^{m}Q^{n-r}={1 \over 2^{m}}\sum _{s=0}^{m}{m \choose s}P^{s}Q^{n}P^{m-s}.}
Это выражение дает явно другой ответ для случая {\displaystyle p^{2}q^{2}} очевидно отличный от совершенно симметричного выражения выше. Тут нет никакого противоречия, однако, поскольку канонические коммутационные соотношения позволяют более чем одно выражение для одного и того же оператора. Используя коммутационные соотношения можно переписать полностью симметричную формулу для случая {\displaystyle p^{2}q^{2}} в терминах операторов {\displaystyle P^{2}Q^{2}}, {\displaystyle QP^{2}Q} и {\displaystyle Q^{2}P^{2}} и проверить первое выражение в формуле Маккоя для {\displaystyle m=n=2}.
Считается, что квантование Вейля, среди всех схем квантования, как можно ближе к отображению скобки Пуассона в классическом случае на коммутатор в квантовом случае. (Точное соответствие невозможно, в свете теоремы Груневолда)
Теорема: Если {\displaystyle f(q,p)} это полином степени не более 2 и {\displaystyle g(q,p)} — произвольный многочлен, то {\displaystyle \Phi (\{f,g\})={\frac {1}{i\hbar }}[\Phi (f),\Phi (g)]}.

### Квантование Вейля функций общего вида
- Если f — это вещественная функция, то её образ Вейля Φ[f] самосопряжен.
- Если f является элементом пространства Шварца, то Φ[f] — ядерный оператор в гильбертовом пространстве.
- В более общем случае, Φ[f] плотно определённый неограниченный оператор.
- Отображение Φ[f] — взаимнооднозначное соответствие на пространстве Шварца (как подпространство квадратично интегрируемых функций).

## Деформационное квантование
Интуитивно, деформация математического объекта — это семейство из того же рода объектов, которые зависят от некоторого параметра(ов). Здесь, она предоставляет правила для описания того, как деформируется «классическая» коммутативная алгебра наблюдаемых в квантовую некоммутативную алгебру наблюдаемых.
Основная идея деформационной теории заключается в том, чтобы начать с алгебраической структуры (скажем, алгебры Ли) и спросить: существует ли одно- или более параметрическое семейство подобных структур, таких, что для начального значения параметра(ов) имеет одинаковую структуру (алгебру Ли) с начальным элементом? (Старейшей иллюстрацией этого подхода может служить представление Эратосфеном в древнем мире идеи, что сферическая Земля это деформируемая плоская Земля, с параметром деформации 1/R⊕.)  Поскольку алгебры функций на пространстве определяет геометрию этого пространства, то изучение звёздочного произведения приводит к изучению некоммутативной геометрии деформации этого пространства.
В вышеуказанном контексте плоского фазового пространства, например, звёздочное произведение (произведение Мояля, фактически введенное Груневолдом в 1946 году), ★ħ, пары функций f1, f2 ∈ C∞(ℜ2), определяется
{\displaystyle \Phi [f_{1}\star f_{2}]=\Phi [f_{1}]\Phi [f_{2}].\,}
Звёздочное произведение не является коммутативным в целом, но переходит к обычному коммутативному произведению функций в классическом пределе ħ → 0. Говорят, что определяют деформацию коммутативной алгебры C∞(ℜ2).
Для преобразования Вейля из примера выше, ★-произведение можно записать в терминах скобки Пуассона как
{\displaystyle f_{1}\star f_{2}=\sum _{n=0}^{\infty }{\frac {1}{n!}}\left({\frac {i\hbar }{2}}\right)^{n}\Pi ^{n}(f_{1},f_{2}).}
Здесь, Π — это пуассоновский бивектор. Оператор определён таким образом, что его степени
{\displaystyle \Pi ^{0}(f_{1},f_{2})=f_{1}f_{2}}
и
{\displaystyle \Pi ^{1}(f_{1},f_{2})=\{f_{1},f_{2}\}={\frac {\partial f_{1}}{\partial q}}{\frac {\partial f_{2}}{\partial p}}-{\frac {\partial f_{1}}{\partial p}}{\frac {\partial f_{2}}{\partial q}}~,}
где {f1, f2} — скобка Пуассона. В более общем виде,
{\displaystyle \Pi ^{n}(f_{1},f_{2})=\sum _{k=0}^{n}(-1)^{k}{n \choose k}\left({\frac {\partial ^{k}}{\partial p^{k}}}{\frac {\partial ^{n-k}}{\partial q^{n-k}}}f_{1}\right)\times \left({\frac {\partial ^{n-k}}{\partial p^{n-k}}}{\frac {\partial ^{k}}{\partial q^{k}}}f_{2}\right)}
где {\displaystyle {n \choose k}} — биномиальный коэффициент.
Так, например, гауссианы умножаются гиперболически,
{\displaystyle \exp \left(-{a}(q^{2}+p^{2})\right)~\star ~\exp \left(-{b}(q^{2}+p^{2})\right)={1 \over 1+\hbar ^{2}ab}\exp \left(-{a+b \over 1+\hbar ^{2}ab}(q^{2}+p^{2})\right),}
или
{\displaystyle \delta (q)~\star ~\delta (p)={2 \over h}\exp \left(2i{qp \over \hbar }\right),}
и т. д. Эти формулы основаны на координатах, в которых бивектор Пуассона постоянен (обычные скобки Пуассона). Для общей формулы на произвольных многообразиях Пуассона, см. формулу квантования Концевича.
Антисимметризация этого ★-произведения известна как скобка Мояля, правильная квантовая деформация скобки Пуассона, и изоморфизм (преобразование Вигнера) квантового коммутатора из заданного в фазовом пространстве в гильбертовое пространство (обычная формулировка квантовой механики). Она представляет собой основу уравнений для квантовомеханических наблюдаемых в представлении фазового пространства.
Эти результаты используются для формулировки квантовой механики в фазовом пространстве, что полностью эквивалентна представлению операторов в гильбертовом пространстве.
Средние значения при квантовании в фазовом пространстве получены изоморфно к следовому оператору наблюдаемых Φ из матрицы плотности в гильбертовом пространстве: они получены путем интегрирования по фазовому пространству от наблюдаемых, таких как выше f с квазивероятностным распределением Вигнера в качестве меры.

Классические выражения, наблюдаемых, и операций (таких как скобки Пуассона) изменяются за счёт ħ-зависимых квантовых поправок, а обычная коммутативность умножения в классической механике обобщается на некоммутативное звёздочное умножение характеризующее квантовую механику и принцип неопределенности лежащий в её основе.
Следует подчеркнуть, однако, что, несмотря на свое название, деформационное Квантование не является успешной схемой квантования, а именно метод для создания квантовой теории из классической. Она позволяет всего лишь изменить представление из гильбертова пространства в фазовое пространство.

## Обобщения
C большей обобщенностью, квантование Вейля изучается в тех случаях, когда фазовое пространство является симплектическим многообразием, или, возможно, пуассоновским многообразием. Родственные структуры включают группы Пуассона — Ли и алгебры Каца — Муди.

## Дальнейшее чтение
- Hall, Brian C. (2013), Quantum Theory for Mathematicians, Graduate Texts in Mathematics, vol. 267, Springer, ISBN 978-1461471158 {{citation}}: Указан более чем один параметр |ISBN= and |isbn= (справка)
- Case, William B. Wigner functions and Weyl transforms for pedestrians (англ.) // American Journal of Physics : journal. — 2008. — October (vol. 76, no. 10). — P. 937—946. — doi:10.1119/1.2957889. — Bibcode: 2008AmJPh..76..937C. (Sections I to IV of this article provide an overview over the Wigner-Weyl transform, the Wigner quasiprobability distribution, the phase space formulation of quantum mechanics and the example of the quantum harmonic oscillator.)
- Hazewinkel, Michiel, ed. (2001), Weyl quantization, Encyclopedia of Mathematics, Springer, ISBN 978-1-55608-010-4